# Avant (Oklahoma)
Pour les articles homonymes, voir Avant.
La ville américaine d’Avant est située dans le comté d’Osage, dans l’État de l’Oklahoma. Lors du recensement de 2010, elle comptait 372 habitants.

## Source
- (en) Cet article est partiellement ou en totalité issu de l’article de Wikipédia en anglais intitulé « Avant, Oklahoma » (voir la liste des auteurs).